# Dalian
 (janvier 2020).

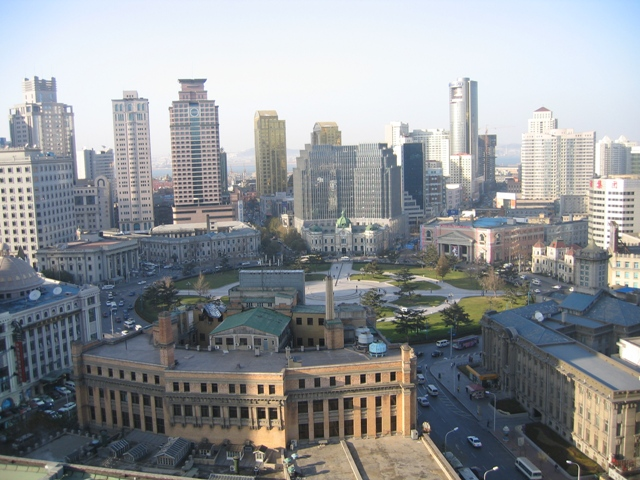
Parc Zhongshan dans le centre-ville.

Dalian (chinois simplifié : 大连 ; chinois traditionnel : 大連 ; pinyin : Dàlián ; Wade : Ta⁴lien² ; EFEO : Talien ; cantonais Jyutping : Daai⁶lin⁴, également nommée Lüda et en japonais Dairen) est une ville de la province du Liaoning en Chine, donnant sur le golfe de Corée. Sa population permanente était de 6 690 432 habitants en 2010, d'après le recensement officiel. C'est une importante ville industrielle, et son port est le troisième de Chine (le premier pour les hydrocarbures). Elle a le statut administratif de ville sous-provinciale. On y parle le dialecte de Dalian du mandarin jiaoliao.
À la fin du XIXe siècle et au début du XXe siècle, la partie ouest de la ville, aujourd'hui Lüshunkou, était appelée « Port Arthur » par les occidentaux. Ses installations portuaires (aujourd'hui le port de Lüshun) étaient à l'époque essentielles et furent l'enjeu de conflits entre Chine et Japon et Russie et Japon.
Aujourd'hui, Dalian est une des villes à l'architecture la plus « occidentale » de Chine, à la suite des occupations russe et japonaise du Dongbei. C'est une ville riche et moderne, où de nombreux investisseurs en provenance de la Corée du Sud toute proche et du Japon ont des usines et des entreprises. La place de la mer d'étoiles (place Xinghai) est la plus vaste place urbaine dans le monde (1 100 000 m2).
C'est également une ville connue pour son festival de la mode et son dynamisme dans ce domaine.

## Histoire
La tradition orale chinoise relate une activité humaine sur le site depuis 6 000 ans[réf. nécessaire].
En 1858, les Britanniques prennent la ville et en gardent le contrôle jusqu'à ce qu'ils la rétrocèdent aux Chinois. Ceux-ci en perdent de nouveau momentanément la souveraineté au profit des Japonais, lors de la signature du traité de Shimonoseki qui met fin à la guerre sino-japonaise de 1894-1895. Seule la triple intervention franco-germano-russe permet d'empêcher cette annexion.
Cependant, les mois et les années qui suivent voient une augmentation constante de la présence russe dans la région, avec la construction du « Chemin de fer de l’Est chinois » d'Irkoutsk à Vladivostok à partir de 1897 (dont une branche relie la ville de Dalian), puis la concession d'exploitation de la péninsule du Liaodong accordée par la Chine à la Russie en 1898, et enfin, l'instauration d'un protectorat sur la Mandchourie obtenue par la Russie après l'écrasement de la révolte des Boxers en 1900, écrasement auquel les Japonais avaient aussi fortement contribué.
En 1898 les Russes fondent la ville de Dalny (en russe : Дальний, littéralement « éloigné ») à la place du village de pêcheurs Qingniwa. La ville est alors divisée en trois parties : la zone administrative, la ville européenne et la ville chinoise.
La rivalité entre Russes et Japonais débouchera sur la guerre russo-japonaise qui verra la victoire des Japonais. Le traité de Portsmouth cède donc la région du Guandong à l'empire du Japon en 1905. La ville prend alors le nom de Dairen, aussi écrit Darien en anglais ou en français.
Au sein de l'État du Mandchoukouo, Dalian devint un des centres du commerce et de la consommation de l'opium.
C'est de ce port qu'est parti le Corps expéditionnaire russe en France, arrivé de Moscou par voie ferrée et qui rejoindra Marseille, à bord de navires français, le 16 avril 1916.
À la fin de la Seconde Guerre mondiale, les Soviétiques envahissent la Mandchourie et prennent le contrôle de Dalian. Ils y installent une municipalité communiste, laquelle repassera sous souveraineté chinoise en 1950. L'Armée rouge restera présente dans la ville jusqu'en 1955.
Dalian fut le site d'une marche de l'opposition au printemps 1989.
L'explosion de deux oléoducs et d'un réservoir de pétrole à Dalian sont à l'origine d'une importante marée noire (juillet 2010).

## Tourisme
Dalian abonde en ressources touristiques : son climat tempéré ainsi que son importance dans l'histoire moderne de la Chine attirent de nombreux touristes chinois et étrangers, particulièrement du Japon, de Corée du Sud et Russie.
Pour des raisons historiques, la ville possède des constructions remontant à la période du colonialisme européen au XIXe siècle. Par ailleurs, la ville a subi une période de chambardements liés aux effets de la guerre pendant près d'un demi-siècle. D'anciennes constructions cohabitent ainsi aujourd'hui avec les plus récentes, offrant une variété unique d'attraits touristiques.
Le parc paysager de la plage de Dalian, situé dans le district de Lüshun (大连海滨—旅顺口风景名胜区), a été proclamé parc national le 1er août 1988.
En 2007, Dalian ainsi que Hangzhou et Chengdu ont été désignées par l'Office national du tourisme de Chine comme les meilleures villes touristiques à l'échelle nationale.

## Transports
- Aéroport international de Dalian (code IATA : DLC • code OACI : ZYTL)
- L'Aéroport international de Dalian-Jinzhouwan en construction. Il sera le grand aéroport offshore du monde.
- Gares ferroviaires de Dalian et de Dalian-Nord
- Tramway de Dalian
- Pont de Xinghaiwan

Il existe un projet de tunnel ferroviaire sous la mer de Bohai entre Dalian et Yantai au Shandong. D'une longueur prévue de 123 kilomètres, celui-ci serait d'une longueur supérieure à l'addition des deux plus grands tunnels de ce type existants, le tunnel sous la Manche et le tunnel du Seikan.

## Éducation
Dalian possède une dizaine d'universités, dont l'université de Dalian et la principale université de langues étrangères (DUFL) du Nord-Est chinois (12 000 étudiants, avec un département français où sont formés de nombreux professeurs et interprètes de français), ainsi que l'Alliance française de Dalian.

## Enseignement du français
L'apprentissage du français est peu développé. L'université des Langues Étrangères de Dalian propose un enseignement du français dans le cadre d'une licence de quatre ans. Elle profite de son emplacement géostratégique (port) pour attirer un nombre important de coopération universitaire avec la France. Il existe une Alliance française qui est gérée administrativement par cette université chinoise.

## Économie
En 2007, le PIB total a été de 313,1 milliards de yuans. Soit une augmentation de 17,5 % par rapport à l'année précédente.
En 2007, le revenu annuel moyen par habitant s'élevait à 15 109 yuans, soit une augmentation de 13,2 % par rapport à l'année précédente. Le revenu annuel moyen par habitant dans les zones rurales est nettement plus faible que celui des zones urbaines.
Malgré une augmentation de 19,8 % en un an, il n'est que de 8 369 yuans.
L'augmentation du coût de la vie se fait particulièrement ressentir sur la nourriture.
| Basé sur un indice 100 en 2006                              | indice 2007 |
| ----------------------------------------------------------- | ----------- |
| Prix global de la consommation (%)                          | 104,0       |
| Prix des biens                                              | 104,5       |
| Prix des services                                           | 102,7       |
| Nourriture                                                  | 110,2       |
| Tabac / alcool                                              | 100,0       |
| Vêtements                                                   | 97,5        |
| Appareils électroménagers et services                       | 102,3       |
| Soins médicaux et articles associés                         | 102,9       |
| Transports et télécommunications                            | 98,3        |
| Articles et services récréationnels, éducatifs et culturels | 97,6        |
| Logement                                                    | 104,7       |

Les investissements de compagnies étrangères à Dalian sont de plus en plus nombreux.
On peut noter par exemple que la société Intel a annoncé en mars 2007 son intention d'y ouvrir sa première usine en Asie d'ici 2010.

## Subdivisions administratives
La ville sous-provinciale de Dalian exerce sa juridiction sur dix subdivisions - six districts, trois villes-districts et un xian :
- le district de Xigang - 西岗区 Xīgǎng Qū ;
- le district de Zhongshan - 中山区 Zhōngshān Qū ;
- le district de Shahekou - 沙河口区 Shākékǒu Qū ;
- le district de Ganjingzi - 甘井子区 Gānjǐngzi Qū ;
- le district de Lüshunkou - 旅顺口区 Lǚshùnkǒu Qū, anciennement Port-Arthur ;
- le district de Jinzhou - 金州区 Jīnzhōu Qū ;
- la ville de Wafangdian - 瓦房店市 Wǎfángdiàn Shì ;
- la ville de Pulandian - 普兰店市 Pǔlándiàn Shì ;
- la ville de Zhuanghe - 庄河市 Zhuānghé Shì ;
- le xian de Changhai - 长海县 Chánghǎi Xiàn.

## Jumelages
La ville de Dalian est jumelée avec :
- Vancouver (Canada)
- Brême (Allemagne)
- Glasgow (Écosse)
- Incheon (Corée du Sud)
- Kitakyūshū (Japon)
- Le Havre (France)
- Oakland (États-Unis)
- Rostock (Allemagne)
- Houston (États-Unis)
- Maizuru (Japon)
- Vladivostok (Russie)

## Religions

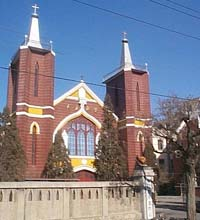
Façade de l'église catholique de Dalian.

- Protestantisme : Dalian possède six églises protestantes.
- Catholicisme : il existe une paroisse catholique dont l'église a été construite en 1926 (messes en chinois et en coréen).

## Personnalités liées à Dalian
- Li Changchun (1944-), ingénieur, no 8 du parti communiste chinois y est né.
- Toshirō Mifune (1920-1997), acteur japonais, y a passé une partie de son enfance.
- Taiichi Ōno (1912-1990), ingénieur japonais, créateur du Toyotisme y est né.
- Tōkō Shinoda (1913-2021), artiste japonaise y est né.
- Zhang Enhua (1973-2021), footballeur chinois y est né.